# Сатья Наделла
Сатья Наделла (тел. సత్య నాదెళ్ల, англ. Satya Nadella) — головний виконавчий директор (CEO) в американській компанії-гіганті Microsoft. Призначений на посаду 4 лютого 2014 року, змінивши Стіва Балмера. До того був виконавчим віцепрезидентом Microsoft's Cloud and Enterprise Group, відповідальний за створення і роботу обчислювальних платформ, розробницьких інструментів та хмарних сервісів.

## Ранні роки
Наделла народився в Хайдерабаді (штат Андхра-Прадеш, Індія) в сім'ї телуґійського державного службовця. Спершу навчався в Хайдерабадській Відкритій школі Буґумпеті, а пізніше отримав ступінь бакалавра електронної та телекомунікаційної інженерії в Манґалорському університеті.
Після переїзду до США став магістром комп'ютерних наук в Університеті Вісконсин-Мілвокі й Магістром ділового адміністрування в Чиказькій школі бізнесу.

## Кар'єра
До того, як приєднатися до Майкрософт в 1992 році, працював в Sun Microsystems.
В Майкрософт був старшим віцепрезидентом дослідницько-конструкторських робіт (так званий «R&D») у відділі Online сервісів, а також віцепрезидентом бізнес-відділу. Пізніше призначений президентом $19-мільярдного серверного та інструментального бізнесу в Майкрософт, де зайнявся технологічною трансформацією компанії з надавання послуг клієнтам до хмарних сервісів. У 2013 базова зарплатня Наделли склала $669,167 та, в додаток, біржові бонуси, що в сумі дає близько $7.6 мільйонів.
30 січня 2014 в новинах почали з'являтися повідомлення, що Наделла — головний претендент на заміщення Стіва Балмера на посаді головного виконавчого директора (CEO) в Майкрософт.
4 лютого 2014 Наделлу оголосили новим CEO, а також ввели в склад ради директорів компанії. На цій посаді він буде третім в історії компанії. Відразу після призначення, Наделла заявив, що пріоритетним завданням буде лідерство Майкрософт в мобільному і хмарному секторах.

## Особисте життя
В 1992 одружився з Анупамою, дочкою батькового колеги. Виховує трьох дітей: сина і двох доньок. Живе в Белв'ю, штат Вашингтон. Захоплюється поезією, а також любить крикет.